# 홍국

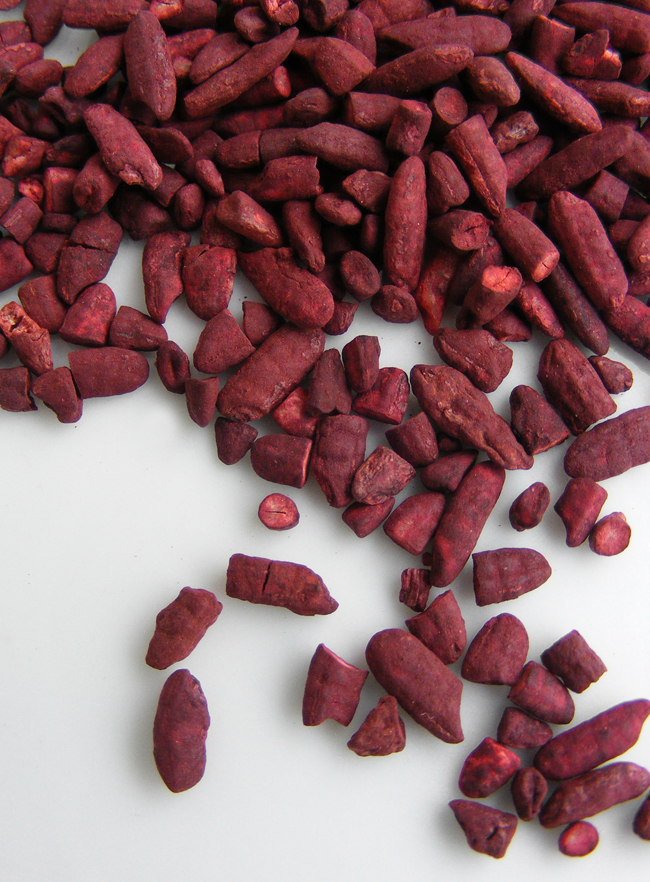

홍국(紅麴米, Red yeast rice)은 8세기경 중국 당나라에서부터 쓰이기 시작하였으며, 콜레스테롤을 낮추는데 쓴다. 1970년 말까지만 해도, 인류에게는 콜레스테롤을 낮추는 약이 없었다. 일본의 학자 엔도 아키로가 홍국에서 약 성분을 발견하였으니, 이것이 바로 Lovastatin(MEVACOR)이다. 이것이 인류사 처음으로 콜레스테롤을 낮추는 약이 된 것이다.
북경오리의 겉이 빨갛게 칠해져 있는데, 이것에 전통적으로 홍국을 사용한다.
약 5% 이하의 경우에, 간과 근육에 장애가 올 수 있으므로, 의사의 진찰 상담이 필요하다.

## 같이 보기
- 홍국 식초